# Avasjön (Åsele socken, Lappland)
Avasjön är en sjö i Åsele kommun i Lappland och ingår i Ångermanälvens huvudavrinningsområde. Sjön har en area på 3,52 kvadratkilometer och ligger 343 meter över havet. Sjön avvattnas av vattendraget Avasjöbäcken.

## Delavrinningsområde
Avasjön ingår i det delavrinningsområde (713371-155159) som SMHI kallar för Utloppet av Avasjön. Medelhöjden är 364 meter över havet och ytan är 19,34 kvadratkilometer. Räknas de 3 avrinningsområdena uppströms in blir den ackumulerade arean 60,85 kvadratkilometer. Avasjöbäcken som avvattnar avrinningsområdet har biflödesordning 3, vilket innebär att vattnet flödar genom totalt 3 vattendrag innan det når havet efter 224 kilometer. Avrinningsområdet består mestadels av skog (57 procent) och sankmarker (19 procent). Avrinningsområdet har 3,52 kvadratkilometer vattenytor vilket ger det en sjöprocent på 18,2 procent.